# Bernard Aryee
Pour les articles homonymes, voir Aryee.
Bernard Nii Aryee  est un footballeur ghanéen né le 23 avril 1973 à Accra. Il évoluait au poste de milieu de terrain.

## Biographie

### En club
Bernard Aryee joue au Ghana, aux Pays-Bas et à Singapour.

### En équipe nationale
Il dispute la Coupe du monde des moins de 16 ans en 1989, disputant trois matchs lors de la compétition et marquant un but contre Cuba.  
Il est médaillé de bronze avec le Ghana lors des Jeux olympiques d'été de 1992. Il dispute quatre matchs lors du tournoi olympique.
International ghanéen, il reçoit six sélections en équipe du Ghana entre 1996 et 1999.

## Carrière
- 1989-1990 :  Great Olympics
- 1991-1995 :  Hearts of Oak
- 1995-1996 :  AZ Alkmaar
- 1996-1997 :  PEC Zwolle
- 1997-1998 :  Marine Castle
- 1998-2000 :  Liberty Professionals

## Palmarès
Avec Hearts of Oak :
- Vainqueur de la Coupe du Ghana en 1994.

Avec l'AZ Alkmaar :
- Champion des Pays-Bas de D2 en 1996.

Avec le Ghana :
- Médaillé de bronze aux Jeux olympiques d'été de 1992.